# Vred
Vred település Franciaországban, Nord megyében. Lakosainak száma 1311 fő (2022. január 1.). Vred Marchiennes, Pecquencourt és Rieulay községekkel határos.

## Népesség
A település népessége az elmúlt években az alábbi módon változott:
| Lakosok száma | 1353 | 1386 | 1399 | 1375 | 1357 | 1338 | 1320 | 1311 | 1311 |
|               | 2013 | 2015 | 2016 | 2017 | 2018 | 2019 | 2020 | 2021 | 2022 |